# Aeroporto de Pato Branco
O Aeroporto Regional de Pato Branco - Professor Juvenal Loureiro Cardoso  (IATA: PTO, ICAO: SBPO) é um aeroporto brasileiro localizado no município paranaense de Pato Branco.

## Histórico
Após décadas de sua inauguração, em 2017 o aeroporto de Pato Branco recebeu melhorias em toda sua estrutura, incluindo pista e terminal de passageiros, a fim de receber voos regulares.

## Características
- Pato Branco - PTO/SBPO
- Nome do Aeroporto: Professor Juvenal Loureiro Cardoso
- Administração: Municipal
- Dimensões da Pista: 1621x30m[2]
- Quantidade de Pousos e Decolagens: 108 mês
- Altitude: 822m
- Revestimento da Pista: Asfalto
- Opera com Linha Aérea Regular: Sim
- Opera por Instrumentos: Sim
- Opera no Período Noturno: Sim
- Designativo das Cabeceiras: 07/25
- Resistência da pista: ASPH 50/F/A/X/T
- Coordenadas geográficas: 26°13'04S/052°41'39W

## Voos comerciais
A companhia Azul Linhas Aéreas iniciou voos comerciais em 10 de janeiro de 2019, com uma operação semanal para o Aeroporto de Curitiba. A partir de 5 de agosto de 2019, a frequência foi aumentada para cinco voos semanais, de segunda à sexta.
Em 23 de março de 2020, os voos comerciais foram cancelados pela Azul Linhas Aéreas, por conta da Pandemia de Covid-19, retornando em  22 de dezembro de 2021.
Em 16 de setembro de 2024, a Azul Linhas Aéreas iniciou operações comerciais entre o Aeroporto Internacional de Viracopos, em Campinas, e o Aeroporto de Pato Branco, voo operado pelo ATR 72-600, de segunda-feira até sexta-feira, atualmente ( 27 de março de 2025 ), as operações ocorrem 4 vezes por semana.